# Hipermodernitat
|  | Per a altres significats, vegeu «hipermodernisme (escacs)». |

La hipermodernitat (o sobremodernitat) (del francès surmodernité o hypermodernité ) és un concepte encunyat per l'antropòleg francès Marc Augé (1935-) per referir-se a l'acceleració de tots els factors constitutius de la modernitat dels segles xviii i xix.
A la hipermodernitat, hom té una relació nova amb els espais del planeta, i una individualització nova. També es coneixen tants esdeveniments a través de la televisió, i dels mitjans d'informació en general, que tenim la sensació d'estar dins de la història sense poder controlar-la. És a dir, es desenvolupa a la vegada una ideologia del present (perquè el passat marxa molt ràpidament i el futur no s'imagina), i aquest present està sempre canviant.